# SM UB-38
SM UB-38 – niemiecki jednokadłubowy okręt podwodny typu UB II w stoczni Blohm & Voss w Hamburgu w latach 1915-1916. Zwodowany 1 kwietnia 1916 roku, wszedł do służby w Kaiserliche Marine 18 lipca 1916 roku. W czasie swojej służby, SM UB-38 odbył 121 patroli, podczas których zatopił 47 jednostek nieprzyjaciela. 

## Budowa
SM UB-38 należał do typu UBII, który był następcą typu UB I. Był średnim jednokadłubowym okrętem przeznaczonymi do działań przybrzeżnych, o prostej konstrukcji, długości 36,90 metrów, wyporności w zanurzeniu 274 BRT, zasięgu 7030 Mm przy prędkości 5 węzłów na powierzchni oraz 45 Mm przy prędkości 4 węzłów w zanurzeniu. W typie UBII poprawiono i zmodernizowano wiele rozwiązań, uważanych za wadliwe w typie UBI. Zwiększono moc silników, zaś pojedynczy wał napędowy zastąpiono dwoma. Okręty serii od UB-30 do UB-41, budowane w stoczni Blohm & Voss w Hamburgu, miały zwiększoną szerokość i długość, ich wyporność w zanurzeniu wzrosła do 303 BRT.

## Służba
Dowódcą okrętu został 10 września 1916 roku mianowany Oberleutnant zur See Erwin Waßner. Waßner dowodził okrętem do 18 listopada 1916 roku. 11 września jednostka został przydzielona do Flotylli Flandria. Operował w obszarze kanału Morza Północnego, La Manche, północnych wybrzeży Francji oraz Morza Celtyckiego.
Pierwszym zatopionym przez UB-38 statkiem był francuski parowiec „Irma” o pojemności 844 BRT. Statek płynący z ładunkiem węgla do Mortagne został zatrzymany i zatopiony poprzez ostrzał z broni pokładowej około 28 mil na południe od Wolf Rock. Tego samego dnia łupem Ub-38 stał się jeszcze brytyjski żaglowiec „Pearl” o pojemności 144 BRT. 1 października UB-38 zatopił pięć statków. Jeden norweski parowiec „Mallin” o pojemności 468 BRT oraz cztery francuskie. Największym z nich był zbudowany w 1913 roku w Nantes, parowiec „Le Blavet” o pojemności 1010 BRT. 
Ostatnim zatopionym przez UB-38 statkiem pod dowództwem Erwin Waßnera  był norweski parowiec „Ullvang” o pojemności 172 BRT. Zbudowany w 1912 roku statek płynął z Liverpoolu do Fécamp. Został zatopiony około 30 mil na od Cap de la Hève. Tego samego dnia Ub-38 zatopił wcześniej dwa statki francuski żaglowiec „Professeur Jalaguier” o pojemności 228 BRT oraz brytyjski parowiec „Polpedn” o pojemności 1510 BRT.
19 listopada 1916 roku dowództwo nad UB-38 objął Oberleutnant zur See Wilhelm Amberger. W czasie pierwszego patrolu pod dowództwem Ambergera UB-38 zatopił pięć statków. 12 grudnia u wybrzeży East Sussex dwie brytyjskie jednostki. Parowiec „Coath” o pojemności 975 BRT oraz żaglowiec „Conrad” o pojemności 164 BRT. 17 grudnia zatrzymał a następnie storpedował hiszpański parowiec „Assos” o pojemności 2083 BRT. Statek płynął z Santanderu do Glasgow z ładunkiem rudy miedzi. Został zatopiony 27 mil na zachód od Bishop Rock. 
4 maja 1917 roku w okolicach francuskiego miasta Barfleur UB-38 zatopił dwa greckie frachtowce: „Aghios Nikolaos” o pojemności 2231 BRT oraz „Assos” o pojemności 2840 BRT. „Aghios Nikolaos” płynął z Oranu do Boulogne z ładuniekm rudy żelaza, a „Assos” z Colombo do Dunkierka z ładunkiem kukurydzy. W obu przypadkach nikt z załogi nie poniósł śmierci. 20 sierpnia 1920 roku UB-38 4 mile na południowy wschód od Eddystone zatopił największy ze wszystkich zatopionych przez siebie statków. Był to brytyjski zbudowany w W. Doxford & Sons, Ltd., Sunderland w 1907 roku w parowiec „Claverley” o pojemności 3829 BRT. Statek płynął z Tyne do Genui z ładunkiem węgla. W czasie ataku zginęło 10 marynarzy. 
6 grudnia 1917 roku Amberger został zastąpiony przez Waldemara von Fischera. Fischer dowodził tylko przez dwa tygodnie. Brał udział tylko w jednym patrolu po Morzu Północnym u wybrzeży Yorkshire. W czasie tego patrolu UB-38 zatopił jeden statek, brytyjski parowiec „Ottokar” o pojemności 957 BRT. 25 grudnia 1917 roku Waldemar von Fischer został zastąpiony przez Günther Bachmann. Pod jego dowództwem UB-38 zatopił dwa statki.
8 lutego 1918 roku, w czasie ucieczki przed brytyjskimi niszczycielami UB-38 wszedł w pole minowe. Nikt z załogi nie przeżył. Symboliczny grób poległych znajduje się na cmentarzu wojennym w Heikendorf.
W czasie swojej służby UB-38 odbył 21 patroli, zatopił 47 statków nieprzyjaciela o łącznej pojemności 47 476 BRT, uszkodził 1 statek (4577 BRT)).